# Sigleif Johansen
Arnt Sigleif Johansen (Tana, 25 de octubre de 1948) es un deportista noruego que compitió en biatlón. Ganó tres medallas en el Campeonato Mundial de Biatlón entre los años 1977 y 1979.
Participó en los Juegos Olímpicos de Lake Placid 1980, ocupando el cuarto lugar en la prueba por relevos.

## Palmarés internacional
| Campeonato Mundial | Campeonato Mundial    | Campeonato Mundial | Campeonato Mundial |
| Año                | Lugar                 | Medalla            | Prueba             |
| ------------------ | --------------------- | ------------------ | ------------------ |
| 1977               | Lillehammer (Noruega) | Medalla de plata   | Individual         |
| 1978               | Hochfilzen (Austria)  | Medalla de plata   | Relevos            |
| 1979               | Ruhpolding (RFA)      | Medalla de bronce  | Individual         |